# Łukawiec (obwód lwowski)
Łukawiec (ukr. Лукавець) – wieś na Ukrainie w rejonie złoczowskim należącym do obwodu lwowskiego.
Do 2020 w rejonie brodzkim. 

## Położenie
Na podstawie Słownika geograficznego Królestwa Polskiego i innych krajów słowiańskich: Łukawiec to wieś w powiecie brodzkim, 28 km na południe od Brodów, 18 km na północny zachód od sądu powiatowego w Załoźcach.